# The Purple Album
The Purple Album è il dodicesimo album in studio del gruppo musicale britannico Whitesnake, pubblicato il 29 aprile 2015 dalla Frontiers Records.
Contiene esclusivamente rifacimenti di brani dei Deep Purple risalenti al periodo in cui David Coverdale era il cantante della band.

## Tracce
1. Burn – 6:56
2. You Fool No One (Interpolating "Itchy Fingers") – 6:23
3. Love Child – 4:13
4. Sail Away (featuring "Elegy for Jon") – 4:53
5. The Gypsy – 5:29
6. Lady Double Dealer – 3:59
7. Mistreated – 7:39
8. Holy Man – 4:42
9. Might Just Take Your Life – 4:14
10. You Keep On Moving – 5:06
11. Soldier of Fortune – 3:18
12. Lay Down, Stay Down – 3:52
13. Stormbringer – 5:17

Contenuto bonus nell'edizione deluxe
- CD

1. Lady Luck – 3:02
2. Comin' Home – 4:15

- DVD

1. Lady Double Dealer (Music Video)
2. Sail Away
3. Stormbringer (Music Video)
4. Soldier of Fortune (Music Video)
5. The Purple Album "Behind the Scenes" (Music Video)
6. The Purple Album EPK

## Formazione
- David Coverdale – voce
- Reb Beach – chitarre, cori
- Joel Hoekstra – chitarre, cori
- Michael Devin – basso, armonica, cori
- Tommy Aldridge – batteria, percussioni

### Altri musicisti
- Derek Hilland – tastiere